# Maskerkamlangpoot
De maskerkamlangpoot (Ctenophora festiva) is een tweevleugelige uit de familie van de langpootmuggen (Tipulidae). De soort komt voor in het Palearctisch gebied.

## Kenmerken
De soort is meestal zwart met gele vlekken. De mannetjes zijn ongeveer 20 mm lang, de vrouwtjes 23 tot 25. De uitstekende en enigszins naar binnen gekromde palpi hebben vier segmenten, de eerste drie segmenten zijn langwerpig en hebben borstelige haren, het laatste segment is veel langer en heeft fijnere haren. De ronde samengestelde ogen staan ver uit elkaar. De zijkanten van het borstgedeelte zijn lang behaard.

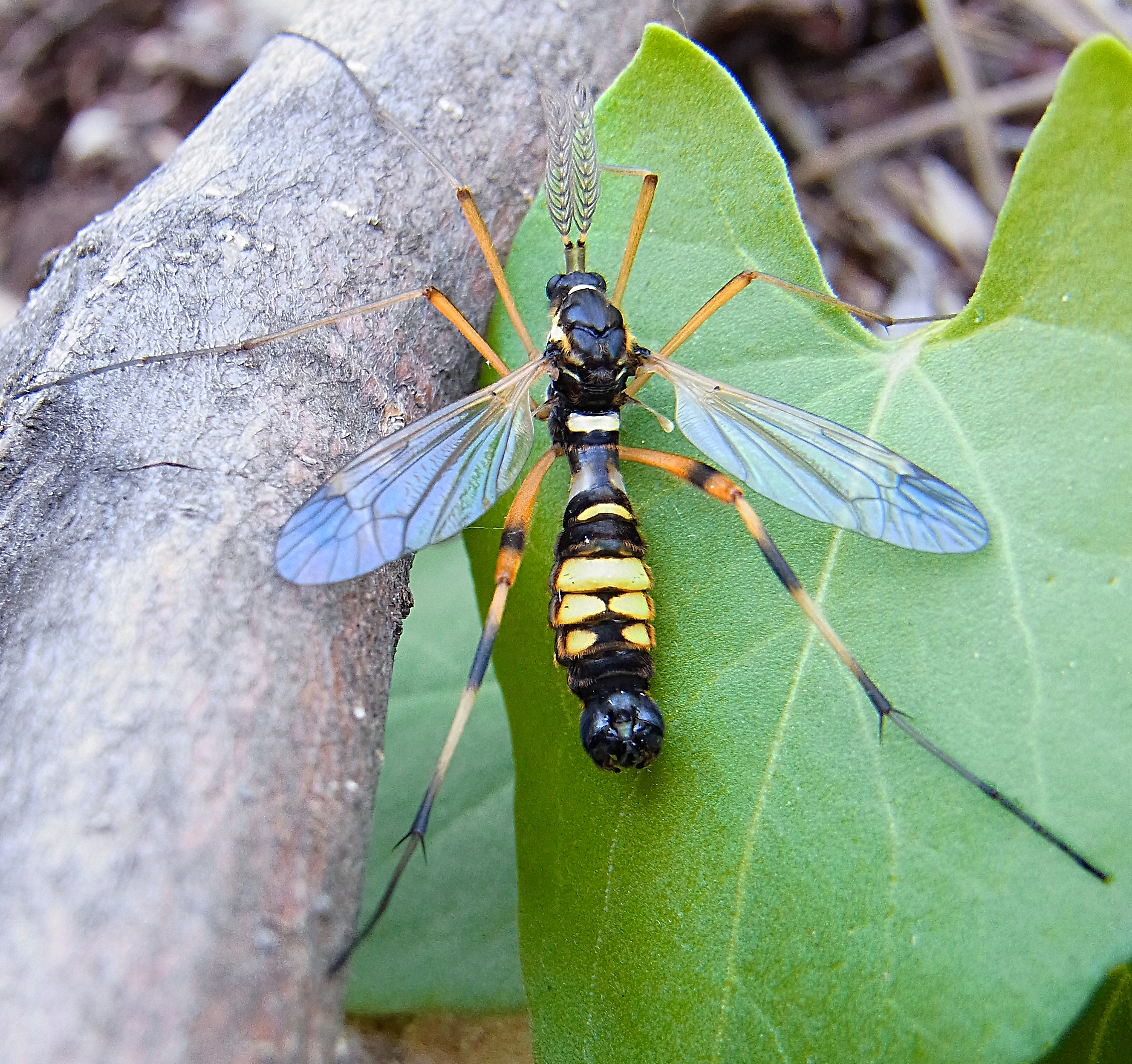
Mannetje
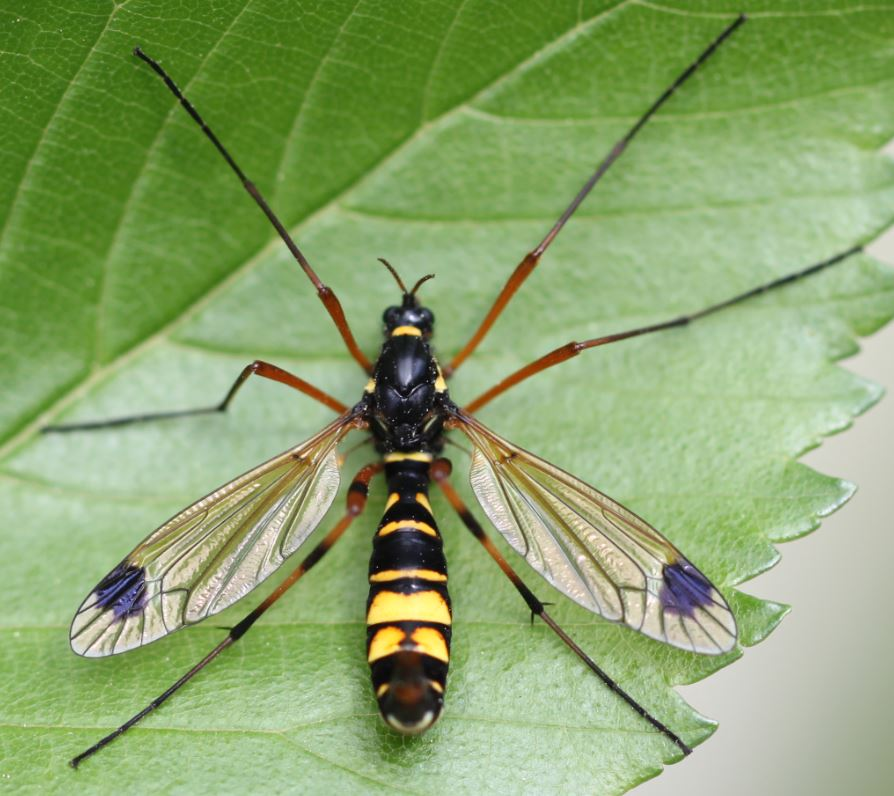
Vrouwtje